# Ludovic Capelle
Ludovic Capelle (* 27. Februar 1976 in Namur) ist ein ehemaliger belgischer Radrennfahrer.

## Karriere
Nachdem Capelle 1996 die U23-Austragung des Klassikers Flandern-Rundfahrt gewonnen hatte, fuhr er als Stagiaire beim italienischen UCI-Team. Er blieb 1997 in der Altersklasse U23 und fuhr im Herbst wiederum als Stagiaire, diesmal bei der belgischen Mannschaft Lotto-Mobistar.
Im Jahr 1998 wurde Capelle Profi für das Team Home Market-Ville de Charleroi. Zu seinen größten Erfolgen zählte der belgische Meistertitel 2001 und der Sieg beim Eintagesrennen Grote Scheldeprijs 2003.
2005 wurde Capelle wegen Dopings mit EPO für 18 Monate gesperrt. Nach Ablauf seiner Dopingsperre konnte er nicht mehr an die vorigen Erfolge anknüpfen. Seit dem Jahr 2010 ist Capelle nicht mehr bei einem internationalen Team registriert.

## Erfolge
1996
- Flandernrundfahrt (U23)

1997
- eine Etappe Tour de la Province de Liége

1998
- eine Etappe Tour de la Région Wallonne

1999
- eine Etappe Tour de la Région Wallonne

2001
- Belgischer Straßenmeisterschaft

2002
- eine Etappe Circuit de la Sarthe

2003
- Grote Scheldeprijs

2004
- Dwars door Vlaandern
- eine Etappe Tour du Poitou-Charentes
- GP d’Isbergues

## Teams
- 1996 Mapei-GB (Stagiaire)
- 1997 Lotto-Mobistar (Stagiaire)
- 1998–2000 Home Market-Ville de Charleroi / Ville de Charleroi-New Systems
- 2001–2002 AG2R Prévoyance
- 2003–2005 Landbouwkrediet-Colnago
- 2007 Roubaix Lille Métropole
- 2008 Rietumu Bank-Riga
- 2009 Differdange-Apiflo Vacances